# Pentatlo moderno nos Jogos Olímpicos de Verão da Juventude de 2010 - Individual masculino
A prova individual masculina do pentatlo moderno nos Jogos Olímpicos de Verão da Juventude de 2010 foi disputada no dia 22 de agosto na Escola dos Desportos, em Cingapura. Apesar do nome, foram realizadas apenas quatro provas: esgrima (espada), natação (200 m livre) e o combinado corrida-tiro, onde os pentatletas percorriam 3000 metros e atiravam com pistola a laser. O hipismo não foi disputado.

## Medalhistas
| Ouro   | KOR Kim Dae-Beom  |
| Prata  | RUS Ilya Shugarov |
| Bronze | MEX Jorge Camacho |

## Resultados
| Pos.              | Pentatleta               | Esgrima           | Esgrima | Esgrima | Natação | Natação | Natação | Combinado corrida-tiro | Combinado corrida-tiro | Combinado corrida-tiro | Total |
| Pos.              | Pentatleta               | Vitórias-Derrotas | Pos.    | Pontos  | Tempo   | Pos.    | Pontos  | Tempo                  | Pos.                   | Pontos                 | Total |
| ----------------- | ------------------------ | ----------------- | ------- | ------- | ------- | ------- | ------- | ---------------------- | ---------------------- | ---------------------- | ----- |
| Medalha de ouro   | KOR Kim Dae-Beom         | 12-11             | 7       | 840     | 2:03.04 | 3       | 1324    | 10:44.35               | 2                      | 2424                   | 4588  |
| Medalha de prata  | RUS Ilya Shugarov        | 17-6              | 1       | 1040    | 2:06.40 | 4       | 1284    | 11:29.42               | 10                     | 2244                   | 4568  |
| Medalha de bronze | MEX Jorge Camacho        | 16-7              | 3       | 1000    | 2:13.28 | 16      | 1204    | 11:04.05               | 5                      | 2344                   | 4548  |
| 4                 | HUN Gergely Demeter      | 10-13             | 16      | 760     | 2:02.24 | 2       | 1336    | 10:41.15               | 1                      | 2436                   | 4532  |
| 5                 | ESP Aleix Heredia        | 14-9              | 5       | 920     | 2:17.41 | 20      | 1152    | 10:51.00               | 3                      | 2396                   | 4468  |
| 6                 | BLR Aliaksandr Biruk     | 12-11             | 7       | 840     | 2:07.32 | 5       | 1276    | 11:03.82               | 4                      | 2348                   | 4464  |
| 7                 | POL Karol Dziudziek      | 15-8              | 4       | 960     | 2:13.07 | 15      | 1204    | 11:34.22               | 12                     | 2224                   | 4388  |
| 8                 | FRA Valentin Prades      | 13-10             | 6       | 880     | 2:14.00 | 18      | 1192    | 11:17.52               | 8                      | 2292                   | 4364  |
| 9                 | LTU Lukas Kontrimavicius | 11-12             | 14      | 800     | 2:09.68 | 10      | 1244    | 11:11.74               | 6                      | 2316                   | 4360  |
| 10                | EGY Eslam Hamad          | 12-11             | 7       | 840     | 2:07.39 | 7       | 1272    | 11:32.30               | 11                     | 2232                   | 4344  |
| 11                | CHN Han Jiahao           | 12-11             | 7       | 840     | 2:01.49 | 1       | 1344    | 11:52.80               | 15                     | 2152                   | 4336  |
| 12                | UKR Yuriy Fedechko       | 12-11             | 7       | 840     | 2:08.19 | 8       | 1264    | 11:38.74               | 14                     | 2208                   | 4312  |
| 13                | USA Nathan Schrimsher    | 12-11             | 7       | 840     | 2:08.19 | 9       | 1264    | 12:02.95               | 17                     | 2112                   | 4215  |
| 14                | SVK Ján Szalay           | 17-6              | 1       | 1040    | 2:10.42 | 13      | 1236    | 12:47.47               | 23                     | 1932                   | 4208  |
| 15                | GER Eric Kruger          | 8-15              | 20      | 668     | 2:13.80 | 17      | 1196    | 11:15.01               | 7                      | 2300                   | 4164  |
| 16                | GBR Greg Longden         | 7-16              | 21      | 640     | 2:09.99 | 12      | 1244    | 11:28.57               | 9                      | 2248                   | 4132  |
| 17                | BRA William Muinhos      | 7-16              | 21      | 640     | 2:09.97 | 11      | 1244    | 11:34.93               | 13                     | 2224                   | 4108  |
| 18                | BUL Doycho Ivanov        | 11-12             | 14      | 800     | 2:17.65 | 21      | 1152    | 11:56.20               | 16                     | 2136                   | 4088  |
| 19                | KGZ Ilias Baktybekov     | 12-11             | 7       | 840     | 2:18.43 | 23      | 1140    | 12:27.13               | 22                     | 2012                   | 3992  |
| 20                | KAZ German Sobolev       | 9-14              | 18      | 720     | 2:18.09 | 22      | 1144    | 12:10.35               | 18                     | 2080                   | 3944  |
| 21                | GUA Jorge Imeri Cabrera  | 10-13             | 17      | 740     | 2:15.99 | 19      | 1172    | 12:24.00               | 19                     | 2024                   | 3936  |
| 22                | ITA Andrea Micalizzi     | 8-15              | 19      | 680     | 2:07.36 | 6       | 1272    | 12:47.65               | 24                     | 1932                   | 3884  |
| 23                | CZE Martin Bilko         | 6-17              | 23      | 600     | 2:12.40 | 14      | 1212    | 12:24.60               | 20                     | 2024                   | 3836  |
| 24                | AUS Todd Renfree         | 5-16              | 24      | 560     | 2:21.65 | 24      | 1104    | 12:24.70               | 21                     | 2024                   | 3688  |